# Uncharted 4: A Thief's End
Uncharted 4: A Thief's End is een action-adventure- en third-person shooterspel en ontwikkeld door Naughty Dog. In 2016 is het spel door het tijdschrift Power Unlimited verkozen als Game van het Jaar (GOTY). Het is het vierde spel in de Uncharted-reeks en op 10 mei 2016 door Sony Computer Entertainment uitgebracht. Het spel is oorspronkelijk uitgebracht voor de PlayStation 4 en opnieuw uitgebracht voor de PC (Windows) in 2022. Het spel is door PEGI geclassificeerd voor zestien jaar en ouder.
Uncharted 4 is het laatste deel met Nathan Drake als protagonist, maar in 2017 kwam de standalone-DLC The Lost Legacy uit zonder Nathan.

## Verhaal
Het spel begint in medias res met schattenjagers en broers Nathan "Nate" Drake en Samuel "Sam" Drake die richting een eiland varen in een storm, terwijl ze ondertussen met gewapende criminelen vechten die gaten boren in hun boot. Het verhaal toont dan een flashback van een jonge Nate die in een weeshuis woont en wordt bezocht door Sam, die uit hetzelfde weeshuis is weggestuurd wegens criminele activiteiten. Sam helpt Nate te ontsnappen en vertelt hem omwille van een baantje een aantal jaar weg te moeten. Hij vrolijkt Nate daarna op door hem te vertellen dat hij de bezittingen van hun overleden moeder heeft getraceerd.
Jaren later (voorafgaand aan de gebeurtenissen van Uncharted: Drake's Fortune) zijn de twee de beruchte piraat Henry Avery op het spoor. Avery was in de jaren 1600 betrokken bij de grootste roofoverval in de geschiedenis, waarbij hij en zijn kornuiten meer dan 400 miljoen dollar buitmaakten. Met behulp van een rijke schattenjager genaamd Rafe Adler weten ze de Panamese gevangenis binnen te dringen waar Burnes, Avery's eerste stuurman, was opgehangen. Nate weet met behulp van de corrupte cipier Vargas de 300 jaar oude cel van Burnes binnen te komen. Vargas opent een brief en ontdekt dat het drietal (Nate, Sam en Rafe) zoekt naar Avery's schat, wat ertoe leidt dat hij eist om ook mee te delen in de opbrengst. Nate infiltreert Burnes' cel en vindt een kruisbeeld. Nate liegt tegen Vargas over het vinden van dit kruisbeeld en zegt verder ook geen aanwijzingen te hebben gevonden. Nate zoekt Sam op en ook Rafe voegt zich later bij het drietal. Ze komen erachter dat Saint Dismas degene is die is afgebeeld op het kruisbeeld en ze concluderen dat Schotland hun volgende locatie is. Plots komt Gustavo, de medegevangene waar Nate al eerder mee aan de stok had, binnen met zijn 'vrienden'. Uiteindelijk krijgt Gustavo de overhand, totdat de gevangenisbewakers binnenkomen. Vargas vindt dan het kruisbeeld en ontdekt zo dat Nate gelogen heeft, en neemt het drietal mee naar zijn kantoor om te praten. Met name Rafe is niet bereidwillig om Vargas mee te laten delen in de opbrengst van de schat; hij geeft aan dat hij, Nate en Sam het meeste werk moeten verrichten. Uiteindelijk sluiten ze een deal en beloven ze Vargas 1/4e deel van de 400 miljoen. Vargas waarschuwt Rafe om hem niet nog eens te misleiden, maar Rafe steekt Vargas dood. Vargas vuurt echter nog wel zijn pistool af, waardoor de cipiers gewaarschuwd worden en ze gedwongen worden om te vluchten. Sam lijkt om te komen tijdens de vluchtpoging. Nate is vol van verdriet en geeft de zoektocht op, terwijl Rafe zonder hem verdergaat met zoeken naar de schat in de Saint Dismas kathedraal in Schotland.
Vijftien jaar later (vijf jaar na de gebeurtenissen van Uncharted 3: Drake's Deception) blijkt Nate een gepensioneerde schattenjager te zijn die nu werkt voor een bergingsbedrijf. Ondertussen probeert hij een "normaal leven" te leiden met zijn vrouw Elena, maar hij mist het avontuur wel. Op een avond wordt Nate bezocht door een ineens levende Sam, die hem vertelt dat hij weer werd opgelapt door 'dokters' en dat ze hem in de gevangenis wilden laten wegrotten als straf voor het vermoorden van Vargas. Hij claimt echter te zijn bevrijd door drugsbaron Hector Alcázar, die eerst geloofde dat Sam wist waar de schat was, maar erachter kwam dat Sam het niet wist, en hem nu drie maanden geeft om de schat te vinden, of anders neemt hij zoete wraak. Nate is aanvankelijk terughoudend, maar besluit Sam toch te helpen en liegt tegen Elena dat hij een klus heeft in Maleisië.
Nate en Sam ontdekken dat een soortgelijk kruisbeeld als dat ze in Panama hebben gevonden wordt geveild in de Rossi Estate in Italië. Ze schakelen de hulp in van Nates mentor Victor "Sully" Sullivan om de veiling ongezien binnen te komen en zo het kruisbeeld te kunnen stelen. De volgorde van de veiling blijkt ineens veranderd te zijn, waardoor het kruisbeeld nu al geveild wordt. Het trio (Nate, Sam en Sullivan) zal daarom het kruisbeeld moeten stelen met iedereen in de buurt. Nate bedenkt een plan om het kruisbeeld in het donker te stelen, maar realiseert zich wel dat binnen drie seconden de noodstroom in werking zal treden na het uitschakelen van de elektriciteit. Ook realiseren ze zich dat ze niet te dicht bij het kruisbeeld kunnen komen met hun kledij, maar Sam bedenkt een plan om zich te vermommen als ober. Sullivan leidt ze naar de ruimte waar de veiling plaatsvindt. Nate besteelt een ober om de toegangskaart tot de kelder te krijgen en hij en Sam banen hun weg door de kelder totdat Sam een ober tegenkomt en hem uitschakelt. Nate schakelt de elektriciteit uit en is op weg om Sam, die ondertussen het kruisbeeld heeft gestolen, te helpen. Nate wordt eenmaal terug in het gebouw geconfronteerd door Nadine Ross, die weet dat ze het kruisbeeld hebben gestolen. Nadine wil het gevecht aangaan, maar Nate is terughoudend. Uiteindelijk gaan ze het gevecht aan, Nadine krijgt de overhand en gooit Nate uit het raam. Nate grijpt nog net op tijd een gordijn vast waarmee hij een val voorkomt. Hij vindt Sam in een ander gebouw en Sam gooit zijn pistool naar Nate toe, zodat Nate zich voorbij de bewakers kan vechten. Nate belandt via een kabelbaan weer in de veilingruimte en hij vecht zich samen met Sam langs de bewakers, terwijl Sullivan de vluchtauto in gereedheid heeft gebracht. Ze vinden in het kruisbeeld een nota met een geboortejaar en een sterftejaar, duidend op Henry Avery's graf, dat zich op de begraafplaats van de Saint Dismas kathedraal in Schotland bevindt. Rafe heeft daar al eerder gezocht, maar richtte zich op de kathedraal zelf in plaats van op de begraafplaats.
Eenmaal gearriveerd in Schotland vechten Nate en Sam zich voorbij Shoreline-huurlingen en ontdekken ze geheime doorgangen onder een van de graven. Na het doorstaan van een aantal testen vinden ze een kamer met een weegschaal: aan de ene kant staat een ander kruisbeeld en aan de andere kant liggen meerdere koperen munten. Nate doorziet de list (hebzucht) en laat Sam slechts één muntje pakken in plaats van het kruisbeeld. Een kaart van King's Bay in Madagaskar licht op alvorens Nadine het tweetal in het nauw drijft. Sam lokt Nadine echter in de val door haar werknemer het kruisbeeld te laten pakken, waardoor de kamer in elkaar stort en de twee kunnen ontvluchten. Nate begint ondertussen te vermoeden dat Avery andere piraten rekruteerde voor een bepaald doeleinde.
Een aanwijzing in de vorm van een ingegraveerde vulkaan op de munt leidt het drietal naar een inactieve vulkaan in King's Bay. Nates vermoeden blijkt inderdaad te kloppen dat Avery, Thomas Tew en nog tien piraten hun schatten samenbrachten tot één grote schat. De volgende aanwijzing leidt richting een van de twaalf gebouwen in King's Bay. Shoreline doorzocht alle gebouwen en vond niets, terwijl het drietal vanwege een andere markering in de andere kant van de munt concludeert dat het één van die twee torens moet zijn. Sam kiest een toren en Nate en Sully gaan naar de andere, die de juiste blijkt te zijn. Nate omzeilt verschillende testen en realiseert zich waar ze nu heen moeten.
Vóór hij Sam kan inlichten, wordt hij gebeld door Rafe, die hen via gps heeft getraceerd, hen heeft afgeluisterd en hen probeert te overtuigen om de jacht te staken. Nate weigert op te geven en vernietigt zijn mobiel alvorens Sam te redden van Rafes mannen. Terug in het hotel leggen Nate en Sam Sully uit dat de aanwijzingen leiden richting Libertalia, een afgelegen piratenkolonie waarvan Avery en zijn kornuiten de stichters zouden zijn. Voor ze kunnen vertrekken, wordt Nate geconfronteerd door Elena en ze komt achter de waarheid. Ze wordt nog bozer als ze ontdekt dat Nate ineens een broer heeft, want daar heeft hij nooit iets over verteld. Elena gaat ervandoor en Sully eist dat Nate achter haar aan gaat, maar Nate weigert de zoektocht op te geven en in plaats van hem gaat Sully Elena achterna.
Nate en Sam gaan nu alleen op zoek naar Libertalia en na verschillende aanwijzingen op afgelegen eilanden te hebben gevolgd, vinden ze het juiste eiland. Het verhaal keert terug naar waar het begon en Nate spoelt aan op de kust van een eiland. Na enkele gevechten met Shoreline wordt hij herenigd met Sam. Ze bereiken Libertalia en ontdekken dat er een burgeroorlog is uitgebroken tussen de stichters van Libertalia en de kolonisten, omdat de stichters het goud voor henzelf wilden houden. Ze komen er eenmaal in het schattengebouw achter dat de stichters de schat naar een enclave genaamd New Devon hebben verplaatst om hun schat te beschermen. Op weg daarnaartoe nabij een klif confronteert Rafe het tweetal en vertelt hij dat hij degene is die Sam heeft bevrijd uit de gevangenis: Alcázar schijnt zes maanden geleden te zijn omgekomen in een vuurgevecht in Argentinië. Een compleet aangeslagen Nate wordt door Rafe niet meer nodig geacht en Rafe probeert Nate neer te schieten, maar Sam gaat in de baan van het schot staan en wordt geraakt, terwijl Nate van de klif af valt.  
Elena treft hem levend aan nadat ze zich bedacht heeft en hulp krijgt van Sully. Nate vertelt haar de waarheid over hemzelf: hij en Sam hebben geprobeerd de bezittingen van hun moeder te stelen uit een groot huis, maar werden gepakt door de oude bewoonster. De oude bewoonster komt er al snel achter wie ze zijn, geeft aan dat hun moeder Cassandra Morgan een historica was gespecialiseerd in Francis Drake en vertelt hen dat hun moeder voor haar werkte. Dan krijgt ze opeens een hartstilstand en de jongens moeten vluchten, omdat ze daarvoor al wel de politie had gebeld. Met het dagboek in handen besluiten ze hun moeder te eren door hun naam te veranderen in Drake, omdat hun moeder geloofde dat Francis Drake wel nakomelingen zou hebben. Tot aan Sams zogenaamde dood trokken ze samen op.
Elena begrijpt Nates pijnlijke verleden nu beter en besluit Nate te helpen om Sam te redden, omdat Nate ook niets meer om de schat geeft. Onderweg naar New Devon discussiëren ze over de motieven van Rafe en Nadine: Rafe wil een eigen reputatie opbouwen en Nadine wil haar familienaam en de naam van haar familiebedrijf zuiveren. Ook begrijpen ze elkaar nu en maken ze het goed wat betreft hun eigen relatie. Ze ontdekken eenmaal aangekomen in New Devon dat de stichters elkaar de rug gingen toekeren en dat het ieder voor zich werd. In Tews huis ontdekken ze dat Avery en Tew de andere stichters hebben vergiftigd, zodat ze de schat voor henzelf konden houden. Ze arriveren in Avery's huis, vinden de catacomben en doorstaan daar verscheidene testen, waarna ze het definitief goedmaken. Uiteindelijk weten ze Sam van Shoreline te redden op een schipbegraafplaats en redt Sully Nate. Nate lijkt Sam te overtuigen om op te geven, maar Sam verandert van gedachten nadat ze gescheiden raken.
De drie gaan hem achterna, maar Nate moet alleen verder, nadat Elena en Sully niet verder kunnen. Uiteindelijk vindt hij de grot waar Avery's schip en schat zich bevinden, en hij ziet Rafe die probeert een terughoudende Nadine (wie tevreden is met de kleinere opbrengst en op haar hoede is voor Avery's vallen) te overtuigen om de klus af te maken. Een daaropvolgende explosie op het schip wekt Nates aandacht en hij vindt daar Sam die vast is komen te zitten onder een balk. Rafe gebruikt Nadine om Nate te ontwapenen, maar Nadine doet daarna hetzelfde bij Rafe. Ze wijst Nate en Rafe op de lichamen van Avery en Tew en waarschuwt hen voor de gevolgen van obsessie. Ze vlucht dan en laat het drietal achter op een brandend schip. Rafe heeft genoeg van de gebroeders Drake en wil de schat zo graag voor hemzelf, dat hij daarna een episch duel met Nate aangaat en daarbij gebruiken ze Avery's en Tews zwaarden. Rafe wordt uiteindelijk verpletterd door een net vol met goud dat Nate op hem laat vallen. Nate weekt Sam los door middel van een explosie (die zorgt voor een overstroming); ze kunnen daardoor ontsnappen, voegen zich weer bij hun vrienden en verlaten het eiland met Sully's vliegtuig.
Nate en Elena pakken de draad op en vertrekken samen naar huis, terwijl Sam en Sully gaan samenwerken aan een nieuwe opdracht. Nates baas Jameson kondigt aan het bergingsbedrijf te hebben verkocht en Nate is nu de nieuwe eigenaar. Elena legt hem uit dat Sam haar het geld uit Libertalia heeft gegeven en zo kan ze haar oude radioshow weer nieuw leven inblazen. Ze erkent dat het avonturiersleven het enige leven is voor hen en de eerste klus is die in Maleisië waarover Nate had gelogen.
In de epiloog jaren later wonen Nate en Elena met hun tienerdochter Cassie in een strandhuis aan een tropische kust. Ze vindt al Nates en Elena's verzamelde objecten van de afgelopen jaren en vraagt hen naar het verhaal hierachter. Elena overtuigt een aanvankelijk terughoudende Nate hun verhaal aan Cassie te vertellen.

## Muziek
De soundtrack werd gecomponeerd door Henry Jackman. De soundtrack werd op 10 juni 2016 uitgebracht op CD, onder het label Sony Interactive Entertainment.

## Rolverdeling
| Personage       | Engelse stem       | Nederlandse stem   |
| --------------- | ------------------ | ------------------ |
| Nathan Drake    | Nolan North        | Frank Rigter       |
| jonge Nathan    | Britain Dalton     | Bauke van Boheemen |
| Samuel Drake    | Troy Baker         | Ruben Lürsen       |
| jonge Samuel    | Chase Austin       | Enzo Coenen        |
| Elena Fisher    | Emily Rose         | Cystine Carreon    |
| Victor Sullivan | Richard McGonagle  | Frans van Deursen  |
| Rafe Adler      | Warren Kole        | Rutger Le Poole    |
| Nadine Ross     | Laura Bailey       | Joanne Telesford   |
| Hector Alcazar  | Robin Atkin Downes |                    |
| Vargas          | Hemky Madera       | Sander de Heer     |
| Cassie          | Kaitlyn Dever      |                    |
| Evelyn          | Merle Dandridge    |                    |

## Ontvangst
| \| Recensiescore \| Recensiescore \| \| Recensieverzamelaar \| Score \| \| ------------------- \| ------------- \| \| GameRankings \| 92,71%[4] \| \| Metacritic \| 93/100[5] \| \| Publicist \| Score \| \| Gamer.nl \| 9/10[6] \| \| InsideGamer \| 9,3/10[7] \| \| Power Unlimited \| 94/100[8] \| |        |
| Recensiescore |        |
| Recensieverzamelaar | Score  |
| GameRankings | 92,71% |
| Metacritic | 93/100 |
| Publicist | Score  |
| Gamer.nl | 9/10   |
| InsideGamer | 9,3/10 |
| Power Unlimited | 94/100 |